# Onychoprion
Onychoprion là một chi chim trong họ Laridae.

## Các loài
- Onychoprion lunatus
- Onychoprion anaethetus
- Onychoprion fuscatus
- Onychoprion aleuticus